# Wirtschaftsgeschichte
Wirtschaftsgeschichte (Historia económica general  en español) (1923 traducción 1927) es un libro de teoría económica que fue compuesto por los estudiantes de Max Weber basado en notas de sus conferencias. Se destaca por reconstruir y llenar los vacíos en las teorías de Weber con la ayuda de sus trabajos publicados e inéditos. Fue lanzado tres años después de su muerte en 1920 y fue traducido al inglés por Frank Knight.

## Teoría económica
El contenido del texto cubría notas de conferencias tomadas de 1919 a 1920 cuando enseñaba historia económica y social (Abriss der universalen Sozial- und  Wirtschaftsgeschichte) .. HSu visión más amplia de la economía se describe en el libro. Propuso que el campo no solo debería cubrir la teoría económica sino también la sociología económica y la historia económica. Para este puesto, hay académicos que describen "Wirtschaftsgeschichte" como muy cercano a la sociología económica. Weber sostuvo que la historia económica enfrenta tres desafíos: 1) división del trabajo; 2) orientación económica hacia la generación de lucro u hogar; y 3) el grado en que la racionalidad y la irracionalidad caracterizan la vida económica.
En "Wirtschaftsgeschichte", Weber también desarrolló una teoría institucional del surgimiento del capitalismo en Occidente. A diferencia de su obra anterior, "La ética protestante y el espíritu del capitalismo", la religión tiene un papel menor. El énfasis del trabajo radica en cambio en el lugar del estado y la ley calculable al permitir a los actores económicos predecir el intercambio para obtener ganancias. También refutó las afirmaciones de pensadores como Werner Sombart, quien sostenía que los judíos eran responsables del surgimiento del capitalismo occidental. Sostuvo que el capitalismo judío puede considerarse capitalismo paria en lugar de capitalismo racional y que la idea del "dueño de la fábrica judía" es moderna.
La teoría institucional del capitalismo de Weber fue redescubierta a principios de la década de 1980 por escritores como Randall Collins, Daniel Chirot y Douglass C. North, quienes trabajaron para reemplazar las teorías basadas en gran parte en Immanuel Wallerstein  y su Sistema-mundo Aunque hoy es leído principalmente por sociólogos y filósofos sociales, el trabajo de Weber tuvo una influencia significativa en Frank Knight, uno de los fundadores de la escuela de economía de Chicago neoclásica, quien tradujo Historia económica general de Weber al inglés en 1927.